# Chytriomyces laevis
Chytriomyces laevis är en svampart som beskrevs av Karling 1987. Chytriomyces laevis ingår i släktet Chytriomyces och familjen Chytridiaceae.   Inga underarter finns listade i Catalogue of Life.